# توبوليف تو -8
طائرة توبوليف تو-8 (تسمية مكتب التصميم: 69) نموذج أولي لقاذفة بعيدة المدى، طوره مكتب توبوليف بناءً على تصميم القاذفة توبوليف تو-2. حلقت الطائرة لأول مرة في 24 مايو 1947. ألغي التصميم بعد أن ظهرت مشاكل متعددة في بنية الطائرة، كما أن النموذج لم يكن سهل التحليق ولم توفر مولدات الكهرباء فيه الطاقة اللازمة للتحكم في أبراج المدافع بالكامل.
أدى ظهور المحركات النفاثة وتطوير قاذفات أحدث إلى تسريع وتيرة إلغاء المشروع.

## التطوير
بعد نهاية الحرب العالمية الثانية، قرر مكتب توبوليف للتصميم مواصلة تطوير نماذج جديدة من طراز توبوليف تو-2. انصب التركيز على تطوير قاذفة بعيدة المدى أعطيت التسمية الداخلية ANT-69.
صممت الطائرة لتستخدم محرك شيفيزتوف أم-93 الشعاعي غير أن التصميم عدل لاحقا ليستخدم محركات شفيزتزوف آش 82. تم تغيير أنف الطائرة بالكامل بعد ملاحظات طياري القوة الجوية السوفييتية، كما تغير موضع جلوس الملاح وتعديل نمط جلوس الطيارين.
نظرا لتغيير أنف الطائرة بالكامل فقد عدل المصممون الذيل ليوازنوا مركز الجاذبية.
صصمت أبراج المدافع لتعمل بالكهرباء، وأعطي ضابط الأسلحة جهاز تحكم كهربائي بالمدافع. كما أمكن مساعد الطيار الالتفاف بكرسيه 180 درجة للمشاركة في أعمال التحكم بالأسلحة.
زودت الطائرة بموصوب قنابل من طراز نوردين و زيدت حمولتها إلى 4,500 كلغ من القنابل. كما زودت بإمكانية حمل الألغام أو الطوربيدات في حال استخدامها من قوات الطيران البحري السوفييتي.
وافق مجلس الوزراء في 11 مارس 1947 على دخول الطائرة الإنتاج التجريبي. عدلت قاذفة الطوربيد ANT-62T لتصبح نموذجا أوليا للطائرة تو-8. حلقت الطائرة لأول مرة في 24 مايو 1947 واستمرت مرحلة الطيران التجريبي لغاية 20 أبريل 1948.

بدأت تجارب الدخول للخدمة في 23 أغسطس 1948 واستمرت حتى 30 نوفمبر 1948، إلا أن تقرير القوات الجوية وجد العديد من المشاكل في نظم التحكم والتسليح أدت في النهاية إلى إلغاء المشروع والتركيز على تطوير قاذفة توبوليف تو-73.

## المواصفات
البيانات من Gordon, OKB Tupolev: A History of the Design Bureau and its Aircraft
الخصائص العامة
- طاقم: 5
- طول: 14.61 م (47 قدم 11 بوصة)
- باع الجناح: 22.06 م (72 قدم 5 بوصة)
- ارتفاع: 5.15 م (16 قدم 11 بوصة)
- مساحة الجناح: 61.26 م2 (659.4 قدم2)
- الوزن الإجمالي: 14,250 كـغ (31,416 رطل)
- محركات: 2 × محرك شفيتزوف آش 82 شعاعي , 1,380 كـو (1,850 حصان) الواحد

أداء
- السرعة القصوى: 507 كم/س (315 ميل/س؛ 274 عقدة)
- مدى: 4,100 كـم (2,548 ميل؛ 2,214 nmi)
- سقف الخدمة: 7,650 م (25,098 قدم)

تسليح

- 5× مدفع بيرزين بي-20 عيار 20 مـم (0.79 بوصة)
- حمولة تبلغ 4,500 كـغ (9,900 رطل) من القنابل

## روابط خارجية
- طائرة تو-8 على موقع AirWar.RU
- نماذج تو-2 على موقع War Birds (مؤرشف)